# História do Futbol Club Barcelona

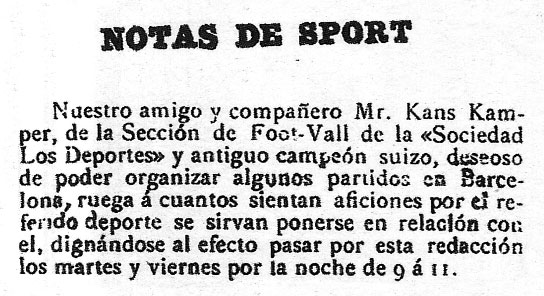
O anúncio publicado em Los Deportes

O Fútbol Club Barcelona foi fundado em 29 de novembro de 1899 por um grupo de doze torcedores de futebol, convocados pelo suíço Hans Gamper mediante um anúncio publicado na revista Los Deportes em 22 de outubro do mesmo ano. Entre os doze fundadores do clube havia seis espanhóis, três ingleses, dois suíços e um alemão. O nome original escolhido foi "Football Club Barcelona", em inglês, e se designou ao inglês Walter Wild como primeiro presidente do clube por ser a pessoa de mais idade dentre as presentes.

## Primeiras décadas
Ao final de sua primeira década conseguiu seus primeiros títulos, uma Copa do Rei e uma Copa dos Pirenéus.
Durante os anos 1910 o clube deu um grande salto, tanto esportivo como social: ganhou duas Copas da Espanha e três Copas dos Pirenéus, e chegou a os 3000 associados, convertendo-se já em uma das sociedades mais populares de Catalunha. Naqueles anos foi quando se popularizou o apelido de "culés" referente aos torcedores do clube. A equipe jogava suas partidas no Camp del Carrer Indústria, que enchia totalmente quando jogava o Barcelona, e desde a rua se via como estavam sentados, de costas, os torcedores localizados na parte mais alta da arquibancada. A Imagem desde a rua era a de uma grande quantidade de traseiros (culos), por esta razão, aos torcedores do Barcelona se começou a chamar "culés". Dessa década também cabe citar que, em 1914, o clube criou sua primeira seção poliesportiva, a de atletismo.
Os anos 1920 passaram à história como a primeira época dourada do clube. Passou de 3 000 a 11 000 sócios e, em 1922, estreou o primeiro grande estádio do Clube, o Camp de Les Corts, com capacidade para 30 000 espectadores. Foram anos nos quais o clube ganhou quatro Copas da Espanha e, em 1929, a primeira Liga espanhola da história. Também cabe citar os incidentes acontecidos em 1925 quando o governo da ditadura de Primo de Rivera fechou o estádio de Les Corts durante seis meses e obrigou a demitir o presidente Hans Gamper por causa dos assobios com os que a torcida barcelonesa recebeu a interpretação da Marcha Real antes do inicio de uma partida. Dessa década cabe destacar que o clube avançou na linha de ampliar seu caráter poliesportivo, e criou as seções de hockey sobre grama, basquete e rugby.
O anos 1930 foram de grandes crises para o clube. Se iniciou a década com o suicídio de Hans Gamper, provavelmente devido à catastrófica situação econômica na que se entrou após o Crack da Bolsa de Nova Iorque em 1929.
Posteriormente, com o advento da Segunda República se produziu um descenso do número de sócios que se agravou com o início da Guerra Civil espanhola em 1936. Nesse ano, além disso, o presidente do clube Josep Sunyol, que era político da Esquerra Republicana de Catalunya, foi assassinado pelas tropas franquistas em uma emboscada na Sierra de Guadarrama. o clube acabou na década com tão somente 2 500 sócios.

## Durante a ditadura
Durante os anos 1940, o clube foi superando pouco a pouco sua crise social e esportiva. O clube foi tomado pelas autoridades do novo regime franquista que, até 1953, designariam diretamente o presidente do clube. Os novos reitores eliminando qualquer conotação catalanista o anglo saxona do clube, deixando apenas símbolos espanhóis. Em 1940 o clube passou a denominar-se "Club de Fútbol Barcelona" em lugar de "Football Club Barcelona", e se modificou o escudo: se suprimiram as quatro barras da bandeira catalã para colocar em seu lugar a bandeira espanhola, ainda que em 1949, por motivo do jubileu de ouro do clube, o governo autorizou a reinstalação da bandeira catalã. No plano esportivo se recompôs a equipe após a crise da guerra e acabaram conquistando três ligas espanholas, uma Copa da Espanha e duas Copas Eva Duarte. Além disso, nos anos 1940 foram criadas novas seções poliesportivas entre as que destacaram as de handebol e hockey sobre patins. Todo ato contribuiu a que, ao finalizar a década, coincidindo com o jubileu de ouro do clube, se superassem os 25 000 sócios.
Os anos 1950 foram uma das melhores décadas da historia do clube, tanto na área esportiva como social. A contratação de Ladislao Kubala, em 1950, foi a pedra angular sobre a que se construiu uma equipe que, nessa década, conseguiu 3 Ligas espanholas, 5 Copas do Rei, 4 Copas Eva Duarte, 3 Copa Duward, 1 Copa Latina, 2 Copa Martini&Rossi e 1 Pequena Copa do Mundo de Clubes. A massa social cresceu até os 38 000 sócios que deixaram pequenos o campo de Les Corts, de maneira que se construiu um novo estádio, o Camp Nou, inaugurado em setembro de 1957. Outros feitos destacados dessa década foram a celebração das primeiras eleições democráticas à presidência do clube em 1953, ainda que só votaram os sócios do sexo masculino. Nesse mesmo ano aconteceu um conflito com o Real Madrid pela contratação  de Alfredo Di Stéfano.
Cabe dizer que durante os quase 40 anos da ditadura de Francisco Franco em Espanha, quando se proibiram e reprimiram as instituições políticas catalãs, o clube se converteu em um dos símbolos da luta anti franquista em Catalunha e da resistência contra o centralismo que representava o regime franquista. O estádio do F.C. Barcelona se converteu em um dos poucos cenários públicos onde as pessoas se expressavam livremente, e o clube se converteu no melhor embaixador de Catalunha no exterior. Foi naqueles anos quando se disse que, por seu simbolismo, o Barcelona era "mais que um clube", pronunciado pelo presidente Narcís de Carreras em seu discurso de toma de posse em 1968.
Depois dos êxitos dos anos 50 chegou a crise dos anos 1960, nos que a equipe de futebol somente conseguiu ganhar 2 Copas da Espanha e 2 Copas de Férias. Estes títulos, no entanto, não conseguiram compensar a derrota na final da Copa de Europa de 1961 nem a crise social gerada pelas idas de Helenio Herrera e Luis Suárez ao  Inter de Milão (com os que o conjunto italiano ganharia duas Copas de Europa). Apesar de tudo, o número de sócios aumentou de 39 000 para 55 000 durante essa década.

## Durante a democracia
Durante os anos 1970 continuou o forte aumento de sócios do clube: passou dos 55 000 aos 80 000. Foram os anos nos quais o futebol espanhol abriu as portas aos estrangeiros, e o clube contratou jogadores como Johan Cruyff, Johan Neeskens, Hugo Sotil, Krankl ou Simonsen. A equipe de futebol conquistou nessa década uma Liga espanhola, duas Copas do Rei, uma Copa de Campeões de Férias (atual Copa da UEFA) e uma Recopa da Europa. Em 1978 chegou à presidência Josep LLuís Núñez, que dirigiria o clube nas seguintes duas décadas.
Os anos de 1980 foram de grandes inversões na contratação de grandes estrelas como Maradona, Schuster ou Lineker, más a equipe de futebol só pode ganhar na Espanha uma liga, três Copas do Rei, uma Supercopa e duas Copas da Liga. A nível europeu  ganharam duas Recopas, mas  voltaram a perder uma final da Copa de Europa, a disputada em Sevilha em 1986. Após uma grave crise esportiva e social, em 1988 o clube contratou Johan Cruyff como treinador, um feito que marcaria o destino do clube durante a seguinte década. O mais positivo dos anos 1980 foi a ampliação do Camp Nou, o crescimento do número de sócios, que superou a cifra dos 100.000, a revitalização econômica do clube e os êxitos das seções de basquete, handebol e hockey sobre patins, que conquistaram importantes títulos espanhóis e europeus.

## Últimas décadas
A década dos anos 1990 foi melhor década da historia do Fútbol Club Barcelona. Foram dez anos de êxitos para o clube em todas as partes, tanto no terreno futebolístico como nas seções esportivas. A equipe de futebol, treinada por Johan Cruyff, e com figuras como Koeman, Guardiola, Stoichkov, Romário, Laudrup, Zubizarreta ou Bakero ganhou quatro Ligas consecutivas entre 1991 e 1994, e o 20 de maio de 1992 conquistou o título mais apreciado do clube: a Copa de Europa, no estádio de Wembley, diante do Sampdoria italiano. Durante estes anos, o equipe desempenhou um grande jogo e foi conhecido popularmente com o nome de Dream Team, imitando a terminologia que se usou com a Seleção de basquete dos Estados Unidos nos Jogos Olímpicos de Barcelona 1992. Após a derrota na final da Copa de Europa de 1994 frente ao AC Milan por 4-0 em Atenas, terminou a era do Dream Team e a situação esportiva da equipe piorou até o ponto de uma profunda divisão social entre partidários do treinador, Johan Cruyff e partidários do presidente, Josep Lluís Núñez. A traumática despedida de Cruyff criou uma grande crise social no clube, que não desapareceu apesar dos títulos conseguidos por Bobby Robson e Louis van Gaal, e acabou desembocando na demissão de Josep Lluís Núñez no ano 2000]. Os anos 1990 foram também uma grande década para as seções esportivas. O equipe de basquete se consolidou na elite do basquete espanhol e europeu, pese a que não conseguiu gana a Copa de Europa, cuja final disputou em quatro ocasiões nessa década. O equipe de handebol se tornou a melhor equipe de handebol do mundo: ganhou todos os títulos, entre os que destacam seis Copas de Europa.

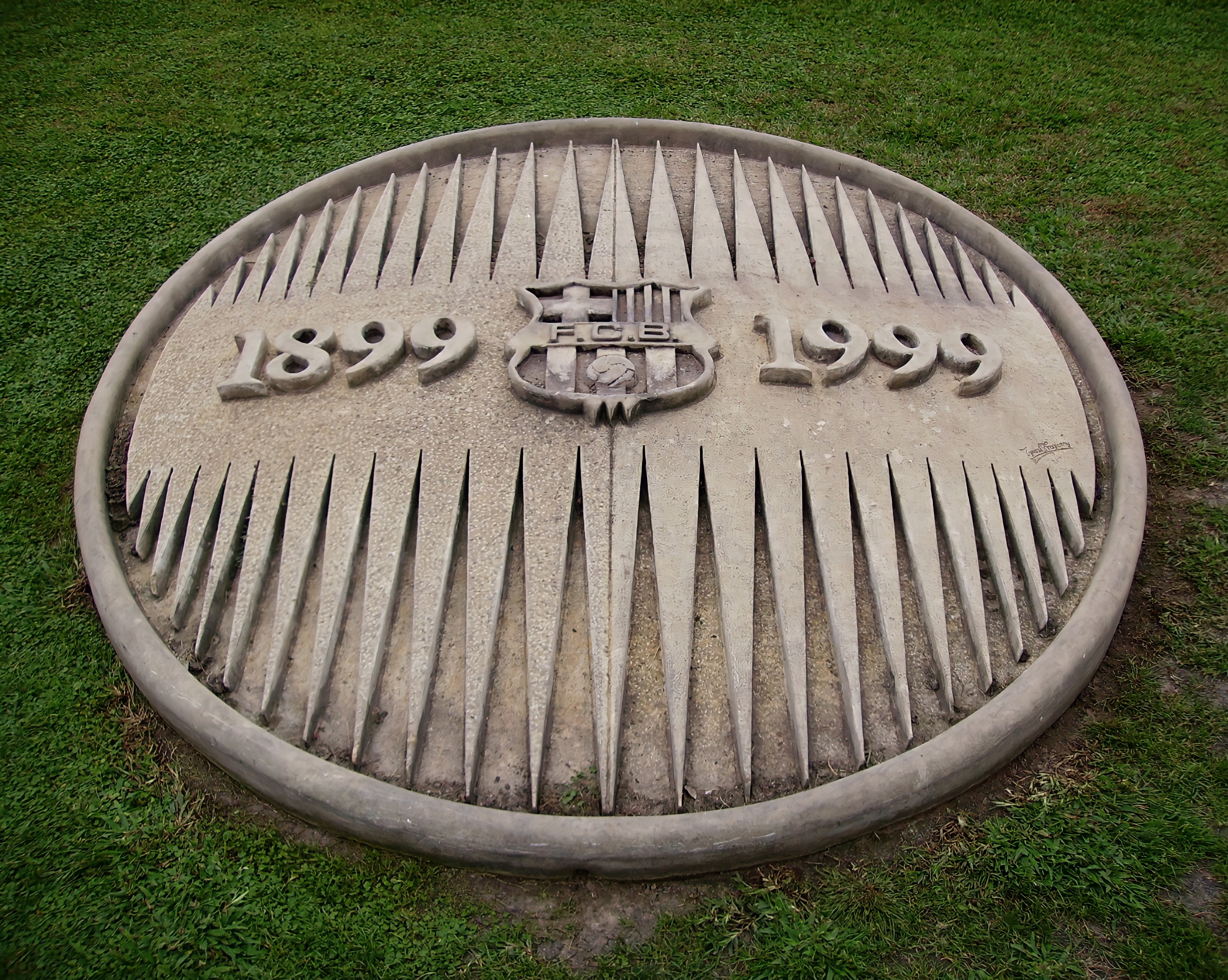
Imagem no centro do campo da placa comemorativa dos 100 anos do FC Barcelona (1899-1999)

A década de 2000 pode dividir-se claramente em duas etapas. Após a demissão de Núñez em 2000, foi eleito presidente Joan Gaspart. Seus três anos como presidente terminaram sem títulos futebolísticos apesar do investimento de 180 milhões de euros em contratações. Os únicos êxitos esportivos foram dados pelas seções, especialmente a equipe de basquete que no 2003 conseguiu ganhar a Euroliga. Após a demissão de Gaspart chegou à presidência Joan Laporta, que afrontou uma profunda renovação esportiva, econômica e social. Contratou jogadores como Ronaldinho, Eto'o, Rafael Márquez e Deco e a equipe, treinada por Frank Rijkaard, conseguiu ganhar duas ligas espanholas consecutivas e a segunda Liga de Campeões, e a massa social do clube superou por primeira vez na história a cifra dos 140 000 sócios. Esta etapa terminou ao final da temporada 2007-2008, com a destituição do então treinador Frank Rijkaard (30 de junho de 2008) e a apresentação de uma moção de censura contra Joan Laporta e sua junta diretiva (9 de maio de 2008). que não surtiu efeito.